# سیارک ۳۹۵۴۰
سیارک ۳۹۵۴۰ (به انگلیسی: 39540 Borchert، نامگذاری:1991GF11) سی و نه هزار و پانصد و چهلمین سیارک کشف شده‌است که در ۱۱ آوریل ۱۹۹۱ کشف شد.